# Henri de Massue
Henri de Massue (Paris, 9 de abril de 1648 - 3 de setembro de 1720) foi um soldado e diplomata francês que desempenhou um importante papel na Guerra dos Nove Anos e na Guerra da Sucessão Espanhola.

## Biografia
Massue nasceu em Paris. Era o filho do primeiro Marquês de Ruvigny, um importante diplomata francês, e parente de Rachel, esposa de Lorde William Russell. Como soldado, serviu no exército francês sob o comando de Visconde de Turenne, que lhe tinha grande estima. Provavelmente por conta de seus vínculos com a Inglaterra, ele foi escolhido em 1678 por Luís XIV para realizar uma série de missões diplomáticas na corte de Carlos II, uma missão que ele cumpriu com êxito. Sucedeu seu pai como general dos huguenotes e recusou a oferta de Luis, na revogação do Édito de Nantes, para retê-lo no cargo. Em 1690, depois de ter se exilado com seus companheiros huguenotes, ele entrou para o serviço de Guilherme III como um major-general, o que lhe custou a perda de suas propriedades na França.
Em julho de 1691 distinguiu-se na batalha de Aughrim, e em 1692 ele foi durante algum tempo o comandante-em-chefe na Irlanda. Em novembro do mesmo ano, foi nomeado Visconde de Galway e Barão de Portarlington, e recebeu uma grande doação de imóveis confiscados na Irlanda. Em 1693 lutou em Neerwinden, Bélgica e foi ferido. Em 1694, com a patente de tenente-general, foi enviado para comandar uma força inglesa e ajudar o Duque de Saboia contra os franceses e, ao mesmo tempo, aliviar a pressão sobre os valdenses. Em 1695 o Duque de Saboia mudou de lado e Galway teve que recuar para os Países Baixos com suas tropas. De 1697 até 1701, um período crítico da história irlandesa, o Conde de Galway (recebeu o título em 1697) estava praticamente no controle dos assuntos da Irlanda sob o título de Senhor da Justiça da Irlanda. Após alguns anos afastado, Massue foi nomeado em 1704 para comandar as forças aliadas em Portugal, posto que ele ocupou até a batalha de Almansa em 1707, na qual foi derrotado pelo Duque de Berwick. Seu ajudante de ordens era Hector Francois Chataigner de Cramahé, genro de Jacques de Belrieu, Barão de Virazel.
Depois da derrota, Galway conseguiu formar um novo exército e, apesar de enfermo, recebeu novamente o comando do governo local. Ele ainda participou de mais uma campanha, e se distinguiu pela sua bravura em ação. Depois disso, ele se retirou da vida ativa. Seu último serviço foi prestado em 1715, quando foi enviado como um dos Lord da justiça para a Irlanda durante a insurreição jacobita. Como a maior parte de suas propriedades na Irlanda tinha sido devolvida aos seus antigos proprietários, e todas as suas propriedades francesas tinham sido confiscadas tempos atrás, o Parlamento concedeu-lhe uma pensão de 1 500 libras por ano. Morreu solteiro e sem filhos. Seus títulos irlandeses desapareceram com ele, mas não o título de Marquês.